# Hjälm m/1886

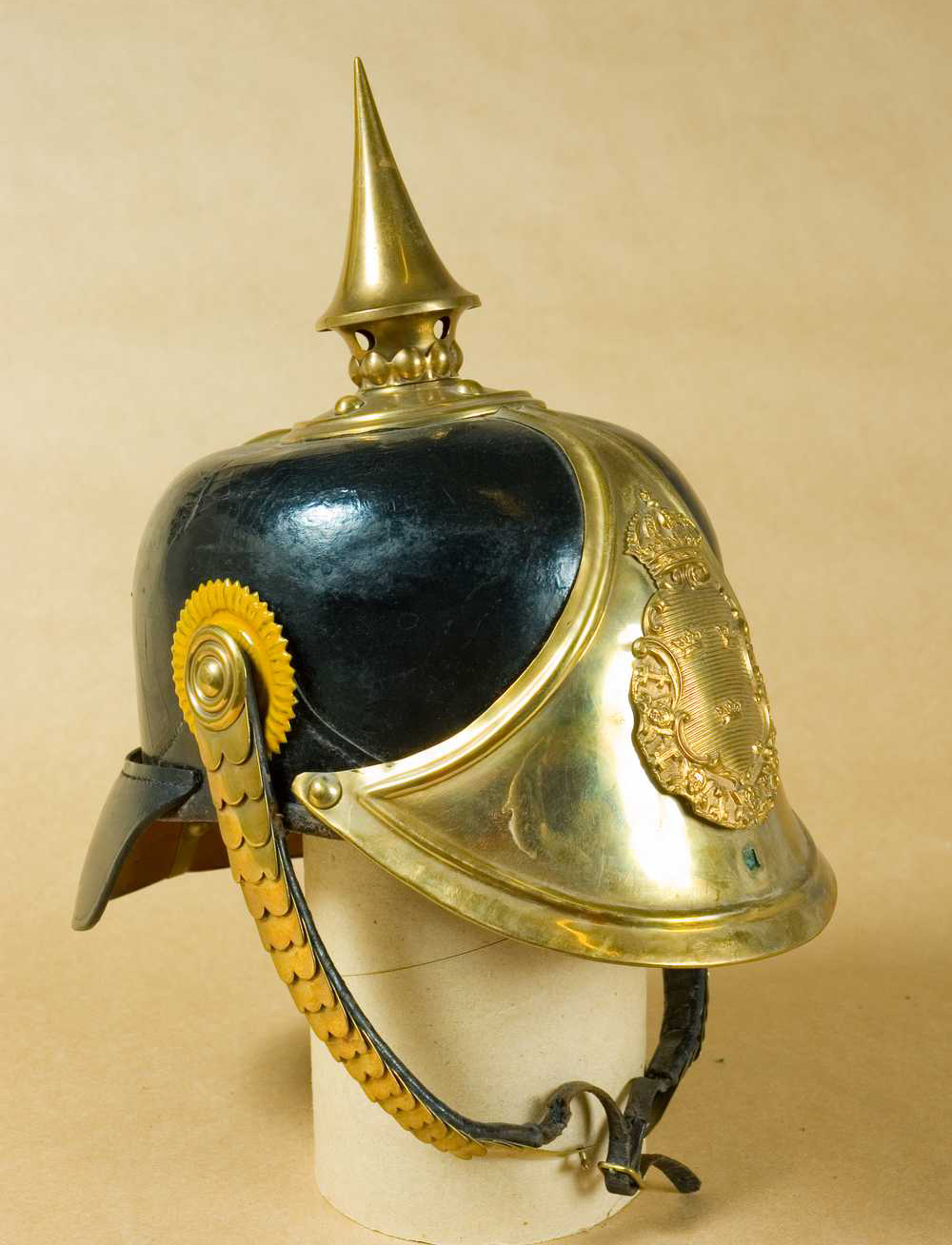
Hjälm m/1886 för manskap vid Skånska dragonregementet (K 6) och Norrlands dragonregemente (K 8).

Hjälm m/1886 var en hjälm som användes inom försvarsmakten (dåvarande Krigsmakten).

## Utseende
Hjälmen var tillverkad i svart lackerat läder och framplåt och bakskena är förgylld. Även beslagen och hakremmen är förgylld. Hos officerare är vapenplåten blåemaljerad samt förgylld. Hos sergeanter och manskapet så är hjälmen endast förgylld. Officerare bär även till höger om hakremsknappen en gul sidenkokard och manskapet har kompanisiffran hjälmens vänstra sida. Hjälmen är i stor utsträckning väldigt lik K2:s Hjälm m/1895.

## Användning
Hjälmen användes inom Skånska dragonregementet (K 6) och Norrlands dragonregemente (K 8) som huvudbonad till ridbyxor m/1895, ridstövlar m/1898 och vapenrock m/1895. Vid stor parad bars även plym m/1885.

## Fotografier

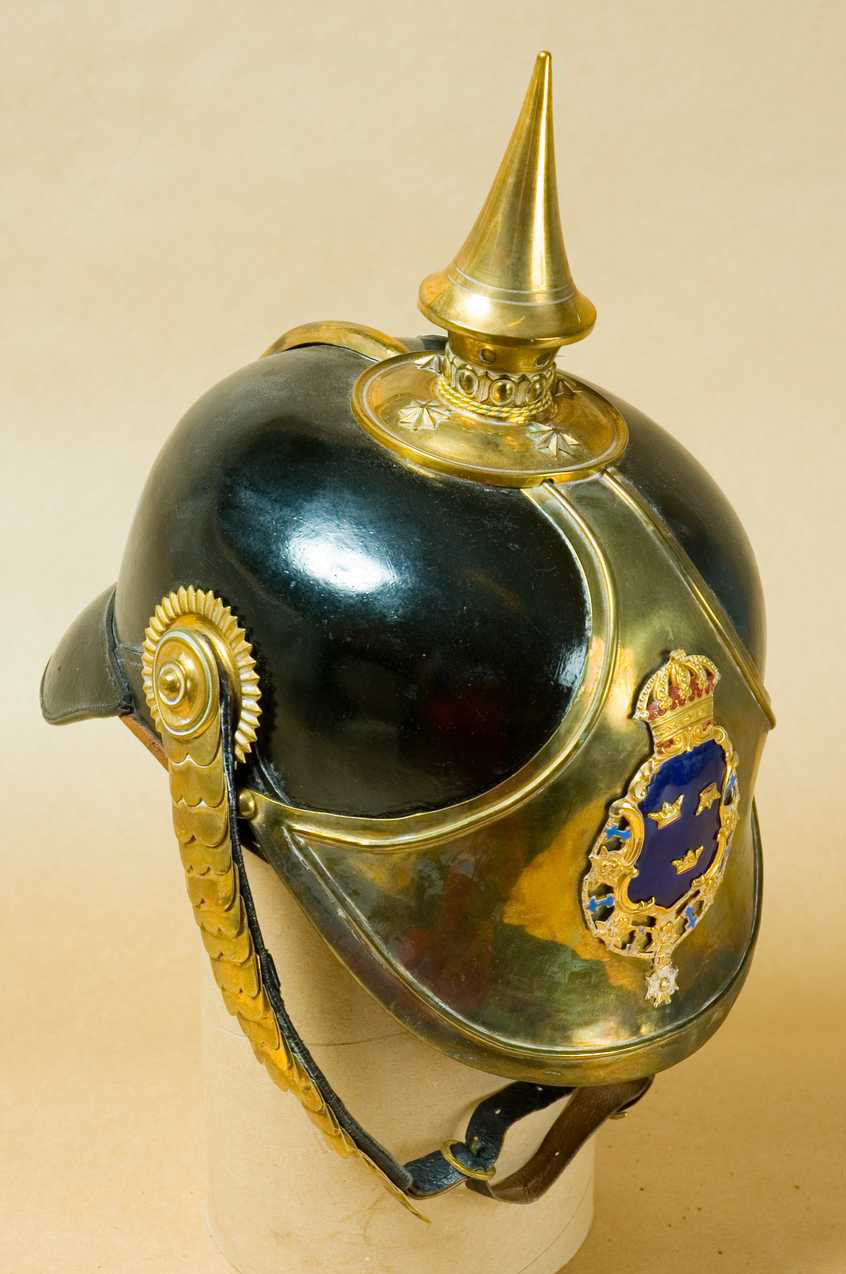
Hjälm m/1886 med pickel för officerare vid liten parad.
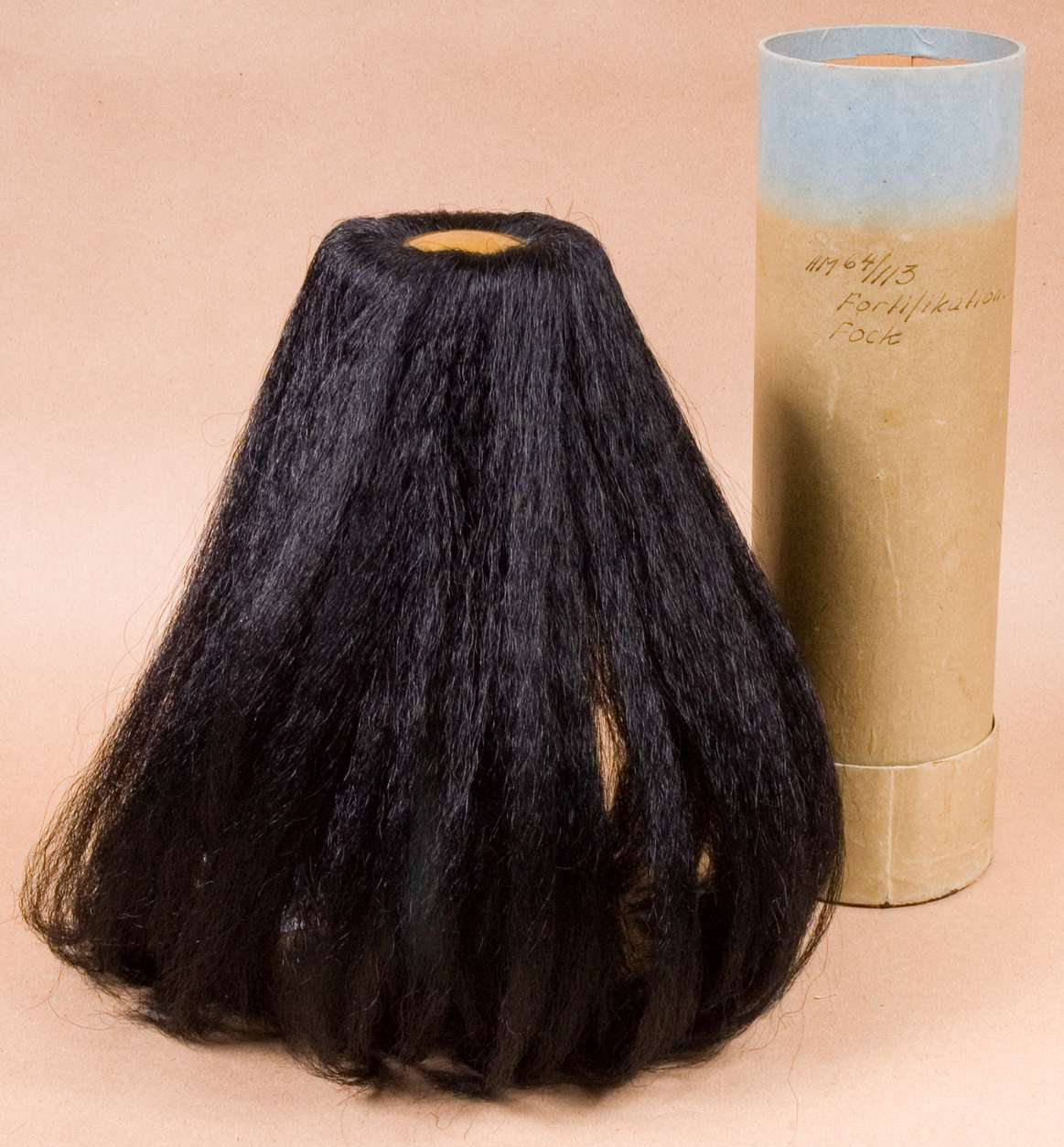
Vid stor parad används plym m/1885 till hjälmen.